# Hello Johnny
Albums de Johnny Hallyday
Johnny Hallyday et ses fans au festival de rock 'n' roll (33 tours 25cm)
(1961)
Singles
1. T'Aimer follement - Laisse les filles
Sortie : 14 mars 1960
2. Souvenirs, souvenirs
Sortie : 3 juin 1960
3. Itsy bitsy petit bikini
Sortie : 11 octobre 1960

Hello Johnny est le premier 33 tours 25 cm de Johnny Hallyday, il sort le 31 octobre 1960.

## Autour du disque
Le premier 33 tours 25 cm de Johnny Hallyday, sort le 31 octobre 1960 sous la référence Vogue LD 521,.
Le disque rassemble dix des douze titres préalablement publiés, au cours de l'année 1960, en trois super 45 tours (* titre présent sur le 33 tours Hello Johnny) :
14 mars 1960 (parution du 1er disque de Johnny Hallyday) : EP Vogue 7750, : T'Aimer follement (*) - J'étais fou (*) - Oh oh baby - Laisse les filles (*).
3 juin 1960 : EP Vogue 7755, : Souvenirs, souvenirs (*) - Pourquoi cet amour (*) - Je cherche une fille (*) - J'suis mordu (*).
11 octobre 1960 : EP Vogue 7800, : Itsy bitsy petit bikini (*) - Depuis qu'ma môme (*) - Le plus beau des jeux - Je veux me promener (*).
45 tours promotionnels hors-commerce :
14 mars 1960 :
- 45 tours Vogue 45722 : T'aimer follement - Je cherche une fille
- 45 tours Vogue 45731 (vinyle rouge) : J'étais fou - Oh oh baby[4]

3 juin 1960 :
- 45 tours Vogue 45741 (existe sous deux versions, vinyle rouge ou  en vinyle noir) : Souvenirs, souvenirs - Je cherche une fille
- 45 tours Vogue 45747 (vinyle rouge) : J'suis mordu - Pourquoi cet amour (ce titre est la version française de Oh oh baby)
- 45 tours Vogue 45764 (vinyle rouge) : Not get out (adaptation anglaise de Laisse les filles) - Souvenirs, souvenirs (en anglais)[6] ; ce 45 tours est édité à l'intention du marché étranger[8].

11 octobre 1960 :
- 45 tours Vogue 45775 (vinyle rouge) : Itsy bitsy petit bikini - Depuis qu'ma môme
- 45 tours Vogue 45776 (vinyle rouge) : Le plus beau des jeux - Je veux me promener[1]

## Titres
- Nota : Bien qu'ils en soient les auteurs, le nom du tandem Jil et Jan n'apparait pas sur la pochette au crédit des auteurs sur les chansons J'étais fou et Laisse les filles, qui sont créditées Gras. Gras étant le nom de jeune fille de l'épouse de Jil et, selon Daniel Lesueur (sans en donner plus de détails), une grève touchant la Sacem en serait la cause[10].

| 1.  | Souvenirs, souvenirs (Souvenirs)                                           | Fernand Bonifay (adaptation)               | Cy Coben (en)               | 2:10 |
| 2.  | Depuis qu'ma môme                                                          | Jil et Jan                                 | Johnny Hallyday             | 2:25 |
| 3.  | Je cherche une fille                                                       | Jil et Jan                                 | Johnny Hallyday             | 2:09 |
| 4.  | Pourquoi cet amour                                                         | Jil et Jan                                 | Johnny Hallyday             | 2:35 |
| 5.  | J'suis mordu (I Got Stung)                                                 | Daniel J. White (adaptation)               | Aaron Schroeder, David Hill | 1:55 |
| 6.  | Laisse les filles                                                          | Gras                                       | Johnny Hallyday             | 2:17 |
| 7.  | Itsy bitsy petit bikini (Itsy Bitsy Teenie Weenie Yellow Polka Dot Bikini) | André Salvet - Lucien Morisse (adaptation) | Paul Vance, Lee Pockriss    | 2:11 |
| 8.  | J'étais fou                                                                | Gras                                       | Johnny Hallyday             | 2:42 |
| 9.  | Je veux me promener (I Want To Walk You Home)                              | Jil et Jan (adaptation)                    | A. Domino                   | 2:35 |
| 10. | T'Aimer follement (Makin' Love)                                            | André Salvet, Jacques Plait (adaptation)   | Floyd Robinson              | 2:30 |

## Classements hebdomadaires
| Classement (2003) | Meilleure position |
| ----------------- | ------------------ |
| France (SNEP)     | 58                 |